# 정보석
정보석(鄭普碩, 1961년 6월 14일 ~ )은 대한민국의 배우이다. 본관은 광주(光州)이며, 족보에는 완백공종(完伯公宗) 절제사공파(節制使公派) 선문(繕門) 열가(栵家) 23세손 중(重)자 항렬을 써서 보중(普重)이라는 이름으로 등재되어 있고 본명인 보석(普碩)은 자(字)라고 기재되어 있다.

## 생애
정보석은 전라남도 나주시에서 정상구(鄭尙龜)와 박삼순의 아들로 출생하였고 광주에서 성장하였다. 성남고등학교 시절 야구 선수(투수)로 활동하였으나, 중앙대학교 연극영화학과에 진학하여 연출을 전공하였다.
1986년 KBS 특채 탤런트로 정식 데뷔하였다. 신장은 180cm에 체중은 72kg이다. 혈액형은 A형이다.

## 학력
- 나주국민학교(전학) → 광주산수국민학교 졸업 (1974년)
- 광주충장중학교 졸업 (1977년)
- 여수상업고등학교(전학) → 성남고등학교 졸업 (1980년)
- 중앙대학교 예술대학 연극영화학과 학사 졸업 (80학번, 1986년)
- 중앙대학교 예술대학원 영상예술학과 예술학 석사 (학위논문명: 영화연기의 발전과정과 특성에 관한 고찰)

## 경력
- 2012 ~ 제46회 납세자의 날 일일 명예세관장
- 2010 ~ 전남 자원봉사 대축제 홍보대사
- 2010 ~ 제10회 2인극 페스티벌 조직위원회 위원장
- 2008 ~ 2016 수원여자대학교 연기영상과 부교수
- 2019 ~ 2021 한국방송연기자협회 이사장

### 텔레비전 드라마
- 1986년 KBS1 6·25 특집극 《백마고지》 ... 이 대위 역
- 1986년 KBS1 단막극 《TV문학관 - 젊은 느티나무》 ... 지수 역
- 1987년 KBS1 대하드라마 《사모곡》 ... 달서 역
- 1988년 KBS2 주말연속극 《순심이》
- 1988년 KBS1 대하드라마 《하늘아 하늘아》 ... 사도세자(장조) 역
- 1989년 KBS1 대하드라마 《지리산》 ... 유태림 역
- 1992년 KBS1 일일연속극 《정든 님》 ... 이동철 역
- 1993년 MBC 수목드라마 《폭풍의 계절》 ... 병욱 역
- 1993년 MBC 미니시리즈 《여자의 남자》 ... 강찬우 역
- 1994년 MBC 특집드라마 《맞수》 ... 서봉수 역
- 1994년 MBC 대하드라마 《야망》 ... 홍진호 역
- 1994년 MBC 수목드라마 《아들의 여자》 ... 강태욱 역
- 1995년 MBC 주말연속극 《사랑과 결혼》 ... 김선우 역
- 1995년 KBS1 대하드라마 《찬란한 여명》 ... 김옥균 역
- 1996년 SBS 월화드라마 《만강》 ... 김달서 역
- 1996년 MBC 일일연속극 《자반고등어》
- 1996년 MBC 주간드라마 《강력반》 ... 우찬 역
- 1997년 MBC 단막극 《MBC 베스트극장 - 함정》 ... 진호 역
- 1997년 MBC 청춘시트콤 《남자 셋 여자 셋》 ... 정보석 역 (단역)
- 1997년 MBC 일일연속극 《세 번째 남자》 ... 장재민 역
- 1997년 SBS 드라마스페셜 《장미의 눈물》 ... 민기범 역
- 1997년 iTV 일일드라마 <가족> ... 황승욱 역
- 1997년 MBC 일요아침드라마 《짝》 ... 수영 역 (148회, 특별출연)
- 1998년 MBC 일일연속극 《보고 또 보고》 ... 박기정 역
- 1998년 MBC 미니시리즈 《사랑》 ... 성수 역
- 1999년 KBS1 TV소설 《당신》 ... 김동희 역
- 1999년 SBS 일일연속극 《약속》 ... 박승혁 역
- 2000년 KBS1 일일연속극 《좋은걸 어떡해》 ... 강장수 역
- 2000년 MBC 특집드라마 《가시고기》 ... 정호연 역
- 2000년 MBC 일일연속극 《온달 왕자들》 ... 내과전문의 황금철 역 (특별출연)
- 2001년 MBC 창사41주년 특별기획드라마 《상도》 ... 만상 본전 서기 → 본전 행수 → 송상 의주 송방 행수 → 대행수 → 본전 도방 → 대방 정치수 역
- 2001년 SBS 일요시트콤 《여고시절》 ... 정보석 역
- 2001년 SBS 드라마스페셜 《순자》 ... 민혁주 역
- 2001년 KBS2 미니시리즈 《인생은 아름다워》 ... 오춘구 역
- 2002년 MBC 일일연속극 《인어아가씨》''' ... '''마마준''' 역
- 2003년 MBC 일일연속극 《귀여운 여인》 ... 장대웅 역
- 2003년 KBS2 월화드라마 《아내》 ... 남현필 역
- 2003년 KBS2 미니시리즈 《그녀는 짱》 ... 배진철 역
- 2004년 KBS2 아침드라마 《용서》 ... 김형우 역
- 2004년 EBS1 문화사시리즈 《명동백작》 ... 해설자 역
- 2004년~2005년 EBS1 문화사시리즈 《100인의 증언, 60년대 문화를 말한다》 ... 해설자 역
- 2005년 EBS1 문화사시리즈 《지금도 마로니에는》 ... 해설자 역
- 2005년 EBS1 문화사시리즈 《100인의 증언- 7,80년대 문화를 말한다》 ... 해설자 역
- 2005년 MBC 대하드라마 《신돈》 ... 고려 31대 왕 공민왕 역
- 2006년 KBS2 단막극 《드라마시티 - 트렁크》 ... 권 역
- 2006년 SBS 금요드라마 《나도야 간다》 ... 현수 역
- 2006년 KBS1 대하드라마 《대조영》 ... 이해고 역
- 2008년 MBC 미니시리즈 《달콤한 인생》 ... 하동원 역
- 2009년 KBS2 4부작드라마 《경숙이 경숙아버지》 ... 조재수 역
- 2009년 MBC 일일시트콤 《지붕뚫고 하이킥!》 ... 정보석 역
- 2010년 SBS 대하드라마 《자이언트》... 조필연 역
- 2010년 MBC 일일연속극 《폭풍의 연인》 ... 유대권 역
- 2011년 MBC 주말특별기획드라마 《내 마음이 들리니》 ... 봉영규 역
- 2012년 SBS 월화드라마 《샐러리맨 초한지》 ... 조필연 역(특별출연)
- 2012년 MBC 일일시트콤 《하이킥 짧은 다리의 역습》 ... 정보석 역(특별출연)
- 2012년 MBC 대하드라마 《무신》 ... 최우(최이) 역
- 2012년 MBC 수목미니시리즈 《아랑사또전》 ... 은오의 스승 역 (특별출연)
- 2012년 MBC 기획특집극 《못난이 송편》 ... 한문길 역 (특별출연)
- 2013년 MBC 주말특별기획드라마 《백년의 유산》''' ... '''민효동''' 역
- 2013년 MBC 월화드라마 《불의 여신 정이》 ... 조선 14대 왕 선조 역
- 2014년 KBS2 수목드라마 《골든크로스》 ... 서동하 역
- 2014년 MBC 주말연속극 《장미빛 연인들》 ... 백만종 역
- 2014년 KBS2 월화드라마 《내일도 칸타빌레》 ... 차동우 역
- 2015년 MBC 일일특별기획드라마 《딱 너 같은 딸》 ... 소판석 역
- 2016년 MBC 월화드라마 《몬스터》 ... 변일재 역
- 2017년 MBC 특집드라마 《빙구》 ... 중년 장은석 역
- 2017년 MBC 월화드라마 《왕은 사랑한다》 ... 고려 충렬왕 역
- 2017년 KBS2 수목드라마 《매드 독》 ... 차준규 역
- 2018년 MBC 주말드라마 《부잣집 아들》 ... 김원용 역
- 2018년 SBS 드라마스페셜 《흉부외과 - 심장을 훔친 의사들》 ... 윤현일 역
- 2019년 tvN 금요드라마 《막돼먹은 영애씨 17》 ... 정보석 역
- 2020년 SBS 월화드라마 《낭만닥터 김사부 2》 ... 문정의 아버지 역 (특별출연)
- 2020년 KBS2 주말연속극 《오! 삼광빌라!》 ... 우정후 역
- 2021년 tvN 월화드라마 《어사와 조이》 ... 박승 역
- 2022년 tvN 주말드라마 《빨간풍선》 ... 조대봉 역
- 2023년 JTBC 주말드라마 《힘쎈여자 강남순》 ... 서준희 역
- 2024년 KBS2 수목 미니시리즈 《수상한 그녀》 ... 박갑용 역
- 2025년 TVING 드라마 《빛나라 인생아》

### 영화
- 1989년 《그 후로도 오랫동안》 ... 윤진우 역
- 1990년 《꿈》 ... 모례 역
- 1990년 《꼭지딴》 ... 영석 역
- 1991년 《천국의 계단》 ... 김호성 역(특별출연)
- 1991년 《젊은 날의 초상》 ... 이영훈 역
- 1991년 《아그네스를 위하여》 ... 박승호 역
- 1991년 《제5의 사나이》 ... 창 역
- 1991년 《서울의 눈물》
- 1992년 《걸어서 하늘까지》 ... 물새 역
- 1993년 《웨스턴 애비뉴》
- 1994년 《49일의 남자》 ... J 역
- 1995년 《무궁화 꽃이 피었습니다》 ... 순범 역
- 1995년 《개같은 날의 오후》 ... 기동대장 역
- 1998년 《엑스트라》 (특별출연)
- 2000년 《오! 수정》 ... 재훈 역
- 2000년 《스트레인저 댄 서울》
- 2000년 《그녀 이야기》
- 2001년 《좋은 걸 어떡해》
- 2002년 《쓰리》 ... 남편 역
- 2003년 《나는 나를 파괴할 권리가 있다》 ... 자살 도우미 S 역
- 2004년 《누구나 비밀은 있다》 ... 엄 교수 역
- 2004년 《돈 텔 파파》 ... 카페 손님 역
- 2006년 《아내의 애인을 만나다》 ... 중식 역
- 2010년 《오션스》 ... 나레이터 역
- 2021년 《아들의 이름으로》 ... (특별출연)

### 연극
- 1989년 《엘레펀트맨》... 메릭 역
- 1990년 《안토니와 클레오파트라》... 시저 역
- 1993년 《안토니와 클레오파트라》... 시저 역
- 2004년 《아트》... 규태 역
- 2008년 《아트》... 규태 역
- 2008년 《클로저》... 운학 역
- 2009년 《길떠나는 가족》... 이중섭 역
- 2010년 《시집가는 날》... 미언 역
- 2011년 《민들레 바람되어》... 안중기 역
- 2011년 《우어파우스트》... 파우스트 역
- 2012년 《삼국유사 프로젝트 - 멸》 ... 김부 역
- 2013년 《햄릿》 ... 햄릿 역
- 2015년 《레드》 ... 마크 로스코 역
- 2017년 《세일즈맨의 죽음》 ... 찰리 역
- 2019년 《레드》 ... 마크 로스코 역
- 2022년 《레드》 ... 마크 로스코 역
- 2024년 《러브레터》 ... 앤디 역

## 연기 외 활동

### 텔레비전 프로그램
- 1992년 KBS2 《가족오락관》(384회, 2월 4일)  ... 게스트
- 1994년 SBS 《스타와 이밤을》(3월 15일)  ... 게스트
- 2000년 KBS1 《가족오락관》(837회, 12월 30일)  ... 게스트
- 2008년~2010년 KNN 《사투리쇼 얼룩말》 ... 패널
- 2009년 SBS 《절친노트 시즌 1》(46회, 10월 9일) ... 게스트
- 2010년 SBS 《절친노트 시즌 3》(59회, 1월 22일) ... 게스트
- 2010년 YTN 《뉴스N이슈 - 이슈 앤 피플》(2월 2일) ... 게스트
- 2010년 SBS 《무릎팍도사》(3월 24일) ... 게스트
- 2010년 KBS2 《남자의 자격》(77회, 10월 17일 / 초심으로 돌아가기 3부) ... 게스트
- 2011년 MBC every1 《정보석의 청담동 새벽 한 시》 ... MC
- 2011년 SBS 《강심장》(61회 1월 25일 / 62회 2월 1일) ... 게스트
- 2011년 EBS1 《3D 입체다큐멘터리 - 신들의 땅 앙코르》 ... 내레이션
- 2011년 MBC 《놀러와》(322회, / 배우열전 2탄 - 바쁜 아저씨) ... 게스트
- 2011년 YTN 《뉴스N이슈 - 이슈 앤 피플》(9월 9일) ... 게스트
- 2012년 MBC 《놀러와》(372회, 1월 16일 / 미남의 거룩한 계보) ... 게스트
- 2012년 MBC 《주얼리 하우스》  ... MC
- 2013년 MBC 《스타 다이빙 쇼 스플래시》  ... 심사위원
- 2015년 SBS 《더 레이서》 ... 패널
- 2015년 MBC 《황금어장 라디오스타》(383회, 6월 17일) ... 게스트
- 2017년 MBC 《은밀하게 위대하게》(9회, 1월 29일) ... 게스트
- 2018년 MBC 《MBC 다큐프라임 - 정약용 200년의 꿈》 ... 내레이션, 출연
- 2019년 tvN 《인생술집》(113회, 3월 7일)  ... 게스트
- 2019년 TV조선 《식객 허영만의 백반기행》(2회, 5월 21일)  ... 게스트
- 2019년 JTBC 《한끼줍쇼》(137회, 7월 31일)  ... 게스트
- 2020년~2021년 TV조선 《건강한 집》 ... MC
- 2021년 MBC 《나혼자산다》(386회, 3월 5일) ... 게스트
- 2021년 MBC 《황금어장 라디오스타》(683회, 8월 11일) ... 게스트
- 2023년 YTN 《더 뉴스》(1월 13일) ... 게스트
- 2024년 TV조선 《기부는 과학이다》 ... MC
- 2025년 SBS 《골 때리는 그녀들》ACE 팀 대 BEST 팀 올스타전 (7월 2일) ... 게스트
- 2025년 SBS 《보석이네 건강수다》 ... 미녀가수 조갑경 과 MC

### CF
- 1999년 삼성건설 삼성 아파트
- 2000년 이롬 황성주 생식
- 2002년 ~ 2003년 광동제약 썬키스트 NFC (feat. 심혜원)
- 2010년 삼성자산운용
- 2013년 롯데하이마트 (feat. 박미선, 정수정)

### 라디오 프로그램
- 1994년 KBS 2FM 《영화음악실》 ... DJ
- 2016년 EBS FM 《EBS 책 읽는 라디오 낭독 시리즈》

## 수상 및 후보
| 연도 | 시상식                      | 부문                            | 작품                    | 결과 |
| ---- | --------------------------- | ------------------------------- | ----------------------- | ---- |
| 1987 | KBS 연기대상                | 남자 신인연기상                 | 사모곡                  | 수상 |
| 1988 | 제24회 백상예술대상         | TV부문 남자 신인연기상          | 사모곡                  | 후보 |
| 1988 | KBS 우수프로그램평가상      | 연기상                          | 하늘아 하늘아           | 수상 |
| 1990 | 제28회 대종상               | 신인남우상                      | 그 후로도 오랫동안      | 후보 |
| 1990 | 제11회 청룡영화상           | 남우조연상                      | 꿈                      | 후보 |
| 1991 | 제29회 대종상               | 남우주연상                      | 젊은 날의 초상          | 후보 |
| 1991 | 제12회 청룡영화상           | 남우주연상                      | 젊은 날의 초상          | 후보 |
| 1993 | 제31회 대종상               | 남우주연상                      | 웨스턴 애비뉴           | 후보 |
| 1995 | 제16회 청룡영화상           | 남우조연상                      | 개 같은 날의 오후       | 후보 |
| 1995 | MBC 연기대상                | 남자 최우수연기상               | 아들의 여자             | 수상 |
| 1998 | MBC 연기대상                | 베스트 커플상 (with 김지수)     | 보고 또 보고            | 수상 |
| 2000 | KBS 연기대상                | 남자 최우수연기상               | 좋은걸 어떡해           | 후보 |
| 2001 | SBS 연기대상                | 시트콤부문 남자 연기상          | 여고시절                | 후보 |
| 2002 | MBC 연기대상                | 연속극부문 남자 우수연기상      | 상도                    | 후보 |
| 2006 | KBS 연기대상                | 남자 단막극상                   | KBS 드라마시티 - 트렁크 | 후보 |
| 2007 | KBS 연기대상                | 남자 인기상                     | 대조영                  | 수상 |
| 2007 | KBS 연기대상                | 장편드라마부문 남자 우수연기상  | 대조영                  | 후보 |
| 2008 | 제16회 대한민국문화연예대상 | 탤런트부문 최우수상             | 달콤한 인생             | 수상 |
| 2008 | 제16회 대한민국문화연예대상 | 탤런트부문 대상                 | 달콤한 인생             | 수상 |
| 2009 | MBC 방송연예대상            | 코미디·시트콤부문 남자 최우수상 | 지붕뚫고 하이킥!        | 수상 |
| 2009 | KBS 연기대상                | 남자 단막극상                   | 경숙이 경숙아버지       | 후보 |
| 2010 | SBS 연기대상                | 10대 스타상                     | 자이언트                | 수상 |
| 2010 | SBS 연기대상                | 특별기획부문 남자 우수연기상    | 자이언트                | 수상 |
| 2011 | 제47회 백상예술대상         | TV부문 남자 최우수연기상        | 자이언트                | 수상 |
| 2011 | MBC 드라마대상              | 미니시리즈부문 남자 황금연기상  | 내 마음이 들리니        | 수상 |
| 2012 | 제7회 골든티켓어워즈        | 연극부문 1위                    | 민들레 바람되어         | 수상 |
| 2012 | MBC 연기대상                | 연속극부문 남자 최우수연기상    | 무신                    | 후보 |
| 2013 | MBC 연기대상                | 남자 황금연기상                 | 백년의 유산             | 수상 |
| 2015 | MBC 연기대상                | 연속극부문 남자 최우수연기상    | 딱 너 같은 딸           | 후보 |
| 2016 | MBC 연기대상                | 특별기획부문 남자 황금연기상    | 몬스터                  | 후보 |
| 2017 | MBC 연기대상                | 월화극부문 남자 황금연기상      | 왕은 사랑한다           | 수상 |
| 2018 | MBC 연기대상                | 연속극부문 남자 최우수연기상    | 부잣집 아들             | 후보 |
| 2020 | KBS 연기대상                | 남자 최우수연기상               | 오! 삼광빌라!           | 수상 |
| 2020 | KBS 연기대상                | 장편드라마부문 남자 우수연기상  | 오! 삼광빌라!           | 후보 |
| 2020 | KBS 연기대상                | 베스트 커플상 (with 이장우)     | 오! 삼광빌라!           | 수상 |
| 2020 | KBS 연기대상                | 베스트 커플상 (with 진경)       | 오! 삼광빌라!           | 후보 |